# جايمي ماكلارين
جايمي ماكلارين (بالإنجليزية: Jamie Maclaren)‏ (مواليد 29 يوليو 1993) هو لاعب كرة قدم. يلعب مع منتخب أستراليا لكرة القدم. سبق له أن لعب في كأس القارات 2017 مع منتخب بلاده.

## روابط خارجية
- جايمي ماكلارين على موقع الاتحاد الدولي (مؤرشف)  (الإنجليزية)
- جايمي ماكلارين على موقع الاتحاد الأوربي (الإنجليزية)
- جايمي ماكلارين على موقع قاعدة بيانات كرة القدم.إي يو (الإنجليزية)
- جايمي ماكلارين على موقع ليكيب (الفرنسية)
- جايمي ماكلارين على موقع ناشيونال فوتبول تيمز (الإنجليزية)
- جايمي ماكلارين على موقع Soccerway.com (الإنجليزية)
- جايمي ماكلارين على موقع عالم كرة القدم.نت (الإنجليزية)
- جايمي ماكلارين على موقع كووورة